# El héroe de las mil caras
El héroe de las mil caras (en inglés: The Hero with a Thousand Faces pronunciado /ðə ˈhɪroʊ ˈwɪθ ə ˈθaʊzənd ˈfeɪsəz/) es una obra publicada en 1949 por el mitólogo, escritor y profesor estadounidense Joseph Campbell e incluida en su Obra completa.
El autor analiza desde la mitología comparada su teoría de la estructura mitológica del viaje del héroe arquetípico hallada en los mitos del mundo.
Desde su publicación, su marco de referencia ha sido aplicado conscientemente por una amplia variedad de escritores y artistas modernos. El cineasta George Lucas reconoció la teoría de Campbell en la mitología y su influencia en las películas de Star Wars.
Joseph Campbell Foundation y New World Library publicaron una nueva edición de El héroe de las mil caras en julio de 2008 como parte de la serie de libros, grabaciones de audio y video de la Obra completa de Joseph Campbell. En 2011, Time incluyó la obra en su lista de los 100 mejores y más influyentes libros escritos en inglés desde que se fundó la revista en 1923.

## Resumen
Campbell explora la teoría de que las narraciones mitológicas comparten con frecuencia una estructura fundamental. Las similitudes de estos mitos le llevaron a escribir su libro, en el que detalla la estructura del monomito. Denomina al motivo de la narrativa arquetípica, "la aventura del héroe". En una cita bien conocida de la introducción de El héroe de las mil caras, Campbell resume el monomito:

El héroe inicia su aventura desde el mundo de todos los días hacia una región de prodigios sobrenaturales, se enfrenta con fuerzas fabulosas y gana una victoria decisiva; el héroe regresa de su misteriosa aventura con la fuerza de otorgar dones a sus hermanos.

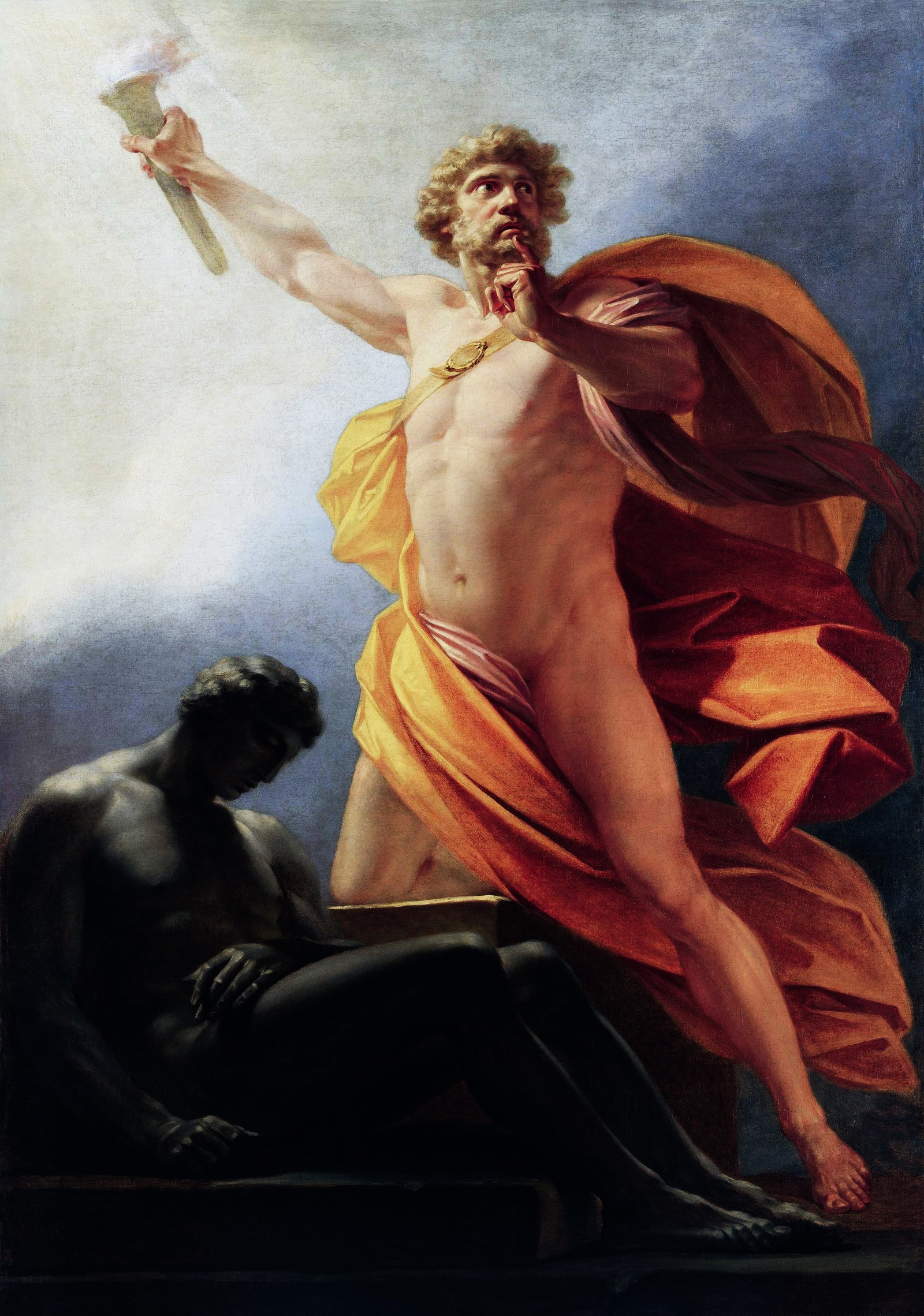
Prometeo lleva el fuego a la humanidad, Heinrich Friedrich Füger, ca. 1817.

Al diseñar el monomito, Campbell describe una serie de etapas o pasos a lo largo de este viaje. "La aventura del héroe" comienza en el mundo ordinario. Debe partir de él cuando recibe una llamada a la aventura. Con la ayuda de un mentor, el héroe cruzará un umbral vigilado, llevándolo a un mundo sobrenatural donde las leyes y el orden familiares no se aplican. Allí, se embarcará en un camino de pruebas, donde será probado. El héroe arquetípico es ayudado a veces por aliados. Cuando se enfrenta a la ordalía o prueba suprema, se encuentra con el mayor desafío del viaje. Al hacerlo, recibirá una recompensa, don o bendición. La teoría de Campbell del monomito continúa con la inclusión de una muerte y resurrección metafóricas. El héroe debe decidir regresar con este don al mundo ordinario, enfrentando más pruebas en el camino de regreso. Al llegar, la bendición o el don pueden usarse para mejorar el mundo ordinario, a lo que Campbell llama la aplicación del don.

Gráfico que describe el monomito.

Si bien muchos mitos parecen seguir el esquema del monomito de Campbell, hay alguna variación en la inclusión y secuencia de algunas de las etapas. Aun así, hay una abundancia de literatura y folklore que sigue el motivo de la narrativa arquetípica, paralela a los pasos más generales de "Partida" (a veces llamada Separación), "Iniciación" y "Regreso". "Partida" trata del héroe que se aventura en la búsqueda, incluida la llamada a la aventura. "Iniciación" se refiere a las aventuras del héroe que lo pondrán a prueba en el camino. La última parte del monomito es el "Retorno", que sigue el viaje del héroe a casa.
Campbell estudió clásicos religiosos, espirituales, mitológicos y literarios, incluidas las historias de Osiris, Prometeo, Buda, Moisés, Mahoma y Jesús. El libro cita las similitudes de las historias y hace referencia a ellas mientras analiza la estructura del monomito.
La obra incluye una discusión sobre "el viaje del héroe" utilizando los conceptos freudianos populares en las décadas de 1940 y 1950. La teoría de Campbell incorpora una mezcla de arquetipos junguianos, fuerzas inconscientes y la estructuración de rituales de ritos de paso de Arnold van Gennep para proporcionar algo de iluminación. "El viaje del héroe" continúa influyendo en artistas e intelectuales de las artes y la cultura contemporáneas, lo que sugiere una utilidad básica para las ideas de Campbell más allá de las formas de análisis de mediados del siglo XX.

## Antecedentes
Campbell utilizó el trabajo de autores de principios del siglo XX para desarrollar su modelo del héroe, incluidos Sigmund Freud (particularmente el complejo de Edipo), Carl Gustav Jung (figuras arquetípicas y lo inconsciente colectivo) y Arnold van Gennep. Van Gennep contribuyó desde su obra Los ritos de paso al concepto de triple estratificación. Campbell lo tradujo como Separación, Iniciación y Retorno. También se aproximó al trabajo del psicoanalista Otto Rank y los etnógrafos James George Frazer y Franz Boas.
Campbell fue un destacado erudito de James Joyce, coautor junto a Henry Morton Robinson de A Skeleton Key to Finnegans Wake. Campbell tomó prestado el término "monomito" del Finnegans Wake de Joyce. Además, el Ulysses de Joyce fue también muy influyente en la estructuración del motivo arquetípico.

### Historia editorial

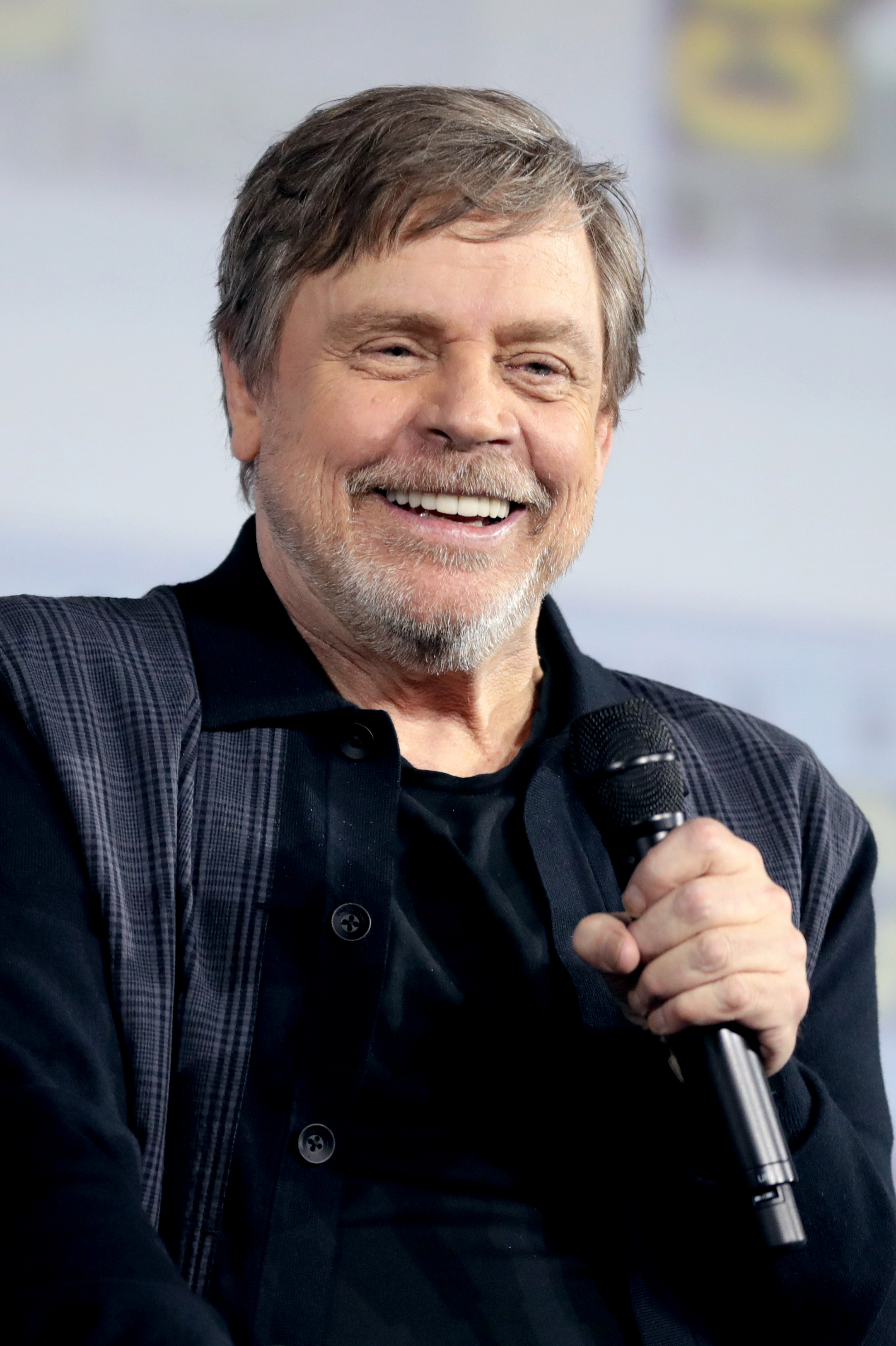
Las reimpresiones de la obra emitidas después del estreno de Star Wars utilizaron la imagen de Mark Hamill como Luke Skywalker en la portada.

El libro fue publicado originalmente por la Bollingen Foundation a través de Pantheon Press como el decimoséptimo título de la Serie Bollingen. Esta serie fue retomada por Princeton University Press, quien publicó el libro hasta 2006. Originalmente publicado en 1949 y revisado por Campbell en 1968, El héroe de las mil caras ha sido reimpreso varias veces. Las reimpresiones emitidas después del lanzamiento de Star Wars en 1977 utilizaron la imagen de Mark Hamill como Luke Skywalker en la portada. Princeton University Press publicó una impresión conmemorativa de la segunda edición en 2004 con motivo del centenario conjunto del nacimiento de Campbell y la fundación de Press, con un prólogo adicional de Clarissa Pinkola Estés.
Una tercera edición, compilada por la Joseph Campbell Foundation y publicada por New World Library, fue lanzada en julio de 2008 como el duodécimo título de la serie incluida en la Obra completa de Joseph Campbell.
El héroe de las mil caras ha sido traducido a más de veinte idiomas, incluidos el español, portugués, francés, alemán, italiano, japonés, coreano, chino (simplificado y tradicional), turco, holandés, griego, danés, noruego, persa, polaco, rumano, checo, croata, serbio, esloveno, ruso, húngaro, búlgaro y hebreo, y ha vendido más de un millón de copias en todo el mundo.

## Artistas influenciados por la obra
En Pathways to Bliss: Mythology and Personal Transformation (En busca de la felicidad. Mitología y transformación personal), un libro extraído de las últimas conferencias y talleres de Campbell, dice sobre los artistas y el monomito:

Los artistas son ayudantes mágicos. Evocando símbolos y motivos que nos conectan con nuestro ser más profundo, pueden ayudarnos en el viaje heroico de nuestras propias vidas. [...]

El artista está destinado a unir los objetos de este mundo de tal manera que a través de ellos experimentes esa luz, ese resplandor que es la luz de nuestra consciencia y que todas las cosas ocultan y, cuando se miran adecuadamente, revelan. El viaje del héroe es uno de los patrones universales a través del cual ese resplandor se muestra brillantemente. Lo que creo es que una buena vida es un viaje de héroe tras otro. Una y otra vez, eres llamado al reino de la aventura, eres llamado a nuevos horizontes. Cada vez, hay el mismo problema: ¿me atrevo? Y luego, si te atreves, los peligros están ahí, y la ayuda también, y el cumplimiento o el fracaso. Siempre existe la posibilidad de un fracaso.

Pero también existe la posibilidad de felicidad.
Joseph Campbell.

### Influencias en los artistas
El héroe de las mil caras ha influido en varios artistas, cineastas, músicos, productores y poetas. Algunas de estas figuras incluyen a Bob Dylan, George Lucas, Mark Burnett, Jim Morrison o Mark Rothko. Además, Mickey Hart, Bob Weir y Jerry Garcia de los Grateful Dead han señalado durante mucho tiempo la influencia de Campbell y participaron en un seminario con él en 1986, titulado "From Ritual to Rapture" ("Del ritual al éxtasis").

#### En películas

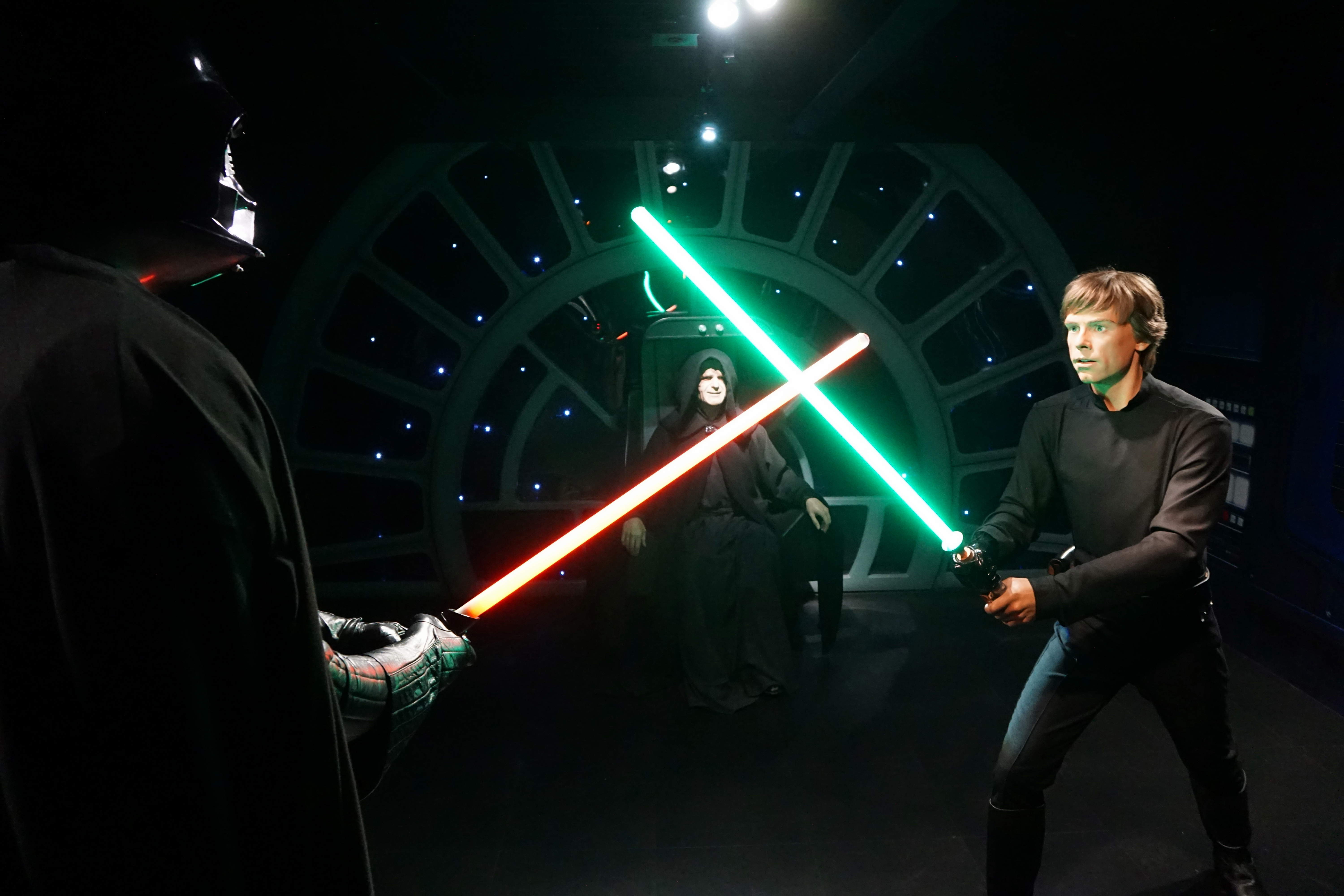
Lucha de Luke Skywalker con Darth Vader en Star Wars. George Lucas usó la teoría del monomito de Campbell en la saga.

Stanley Kubrick introdujo a Arthur C. Clarke al libro durante la elaboración de 2001: Una odisea del espacio.
El uso deliberado de la teoría del monomito de Campbell por parte de George Lucas en la realización de las películas de Star Wars está bien documentado. En el lanzamiento en DVD del famoso coloquio entre Campbell y Bill Moyers, filmado en el Rancho Skywalker de Lucas y transmitido en 1988 en PBS como The Power of Myth (El poder del mito), Campbell y Moyers discutieron el uso de Lucas de El héroe de las mil caras a la hora de realizar sus películas. El mismo Lucas discutió cómo el trabajo de Campbell afectó su enfoque de la narrativa y la realización de películas.

#### En juegos
Jenova Chen, diseñador principal de thatgamecompany, también cita El viaje del héroe como la inspiración principal para el juego de PlayStation 3 Journey (2012).
Mark Rosewater, diseñador jefe del juego de cartas coleccionables Magic: The Gathering, cita El viaje del héroe como una gran inspiración para "The Weatherlight Saga", un arco de historia épica que se desarrolló entre 1997 y 2001, y abarcó varios juegos de cartas, cómics, y novelas.

#### En literatura

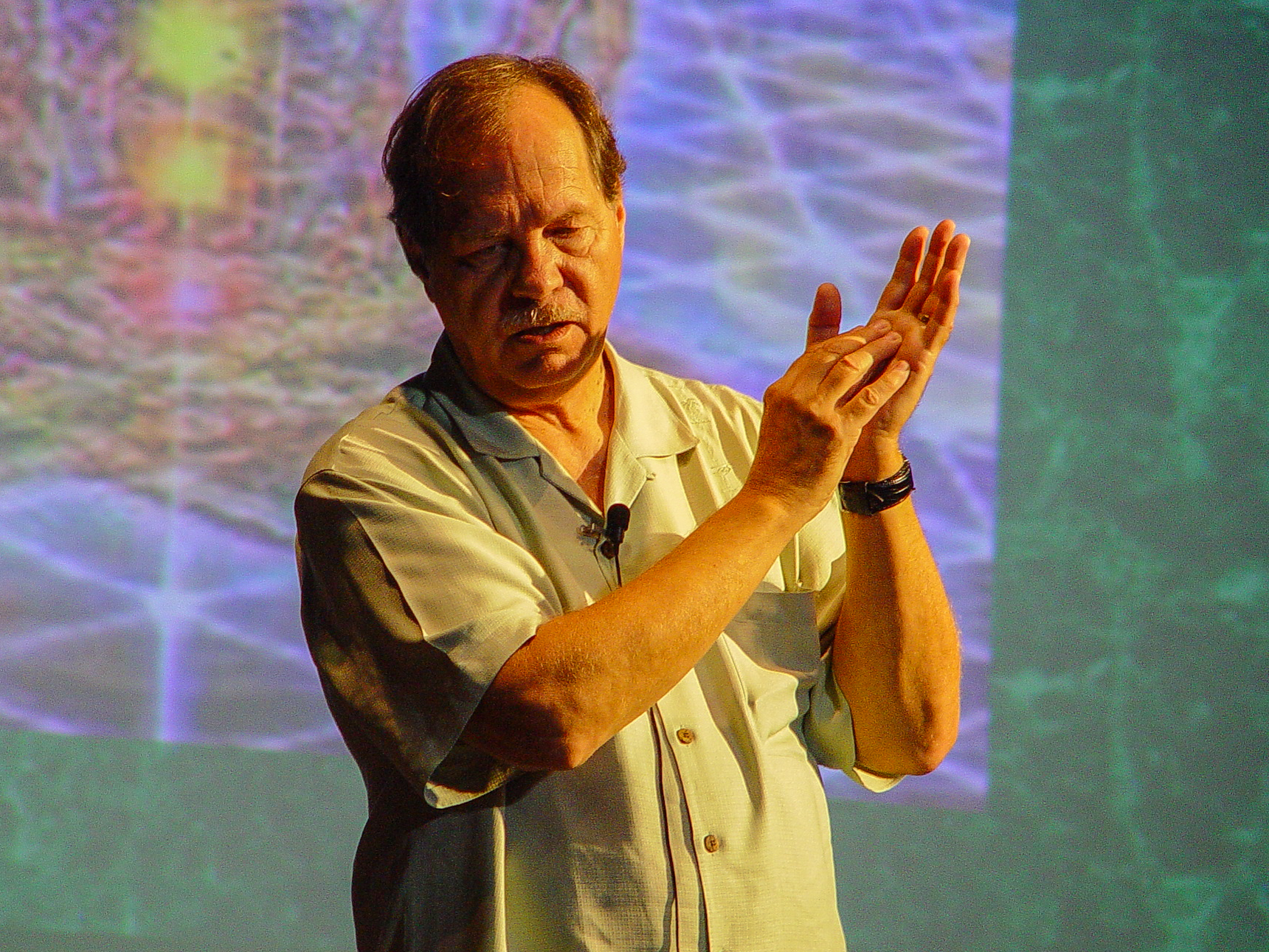
Christopher Vogler se basó en El héroe para ir desarrollando la que llegaría a ser su obra de referencia dirigida a escritores y guionistas, El viaje del escritor.

Christopher Vogler, un productor y escritor de películas de Hollywood, escribió un memorándum para Disney Studios sobre el uso de El héroe de las mil caras como guía para guionistas; este memorándum influyó en la creación de películas como Aladdín (1992), El rey león (1994) y La bella y la bestia (1991). Posteriormente, Vogler amplió el manuscrito y lo publicó como libro con el título The Writer's Journey: Mythic Structure For Writers (El viaje del escritor. Las estructuras míticas para escritores), que se convirtió en la inspiración para varias películas exitosas de Hollywood y se cree que se utilizó en el desarrollo de la serie Matrix.
El novelista Richard Adams reconoce una deuda con el trabajo de Campbell, y específicamente con el concepto de monomito. En su obra más conocida, Watership Down, Adams usa extractos de El héroe de las mil caras como epigramas de capítulos.
El autor Neil Gaiman, cuyo trabajo es visto con frecuencia como un ejemplo de la estructura monomítica, dice que comenzó El héroe de las mil caras pero se negó a terminarlo:

Creo que llegué a la mitad de El héroe de las mil caras y me encontré pensando que si esto es cierto, no quiero saberlo. Realmente preferiría no saber esto. Prefiero hacerlo porque es cierto y porque accidentalmente termino creando algo que cae dentro de este patrón, que se me diga cuál es el patrón.

Muchos estudiosos y revisores han notado cuán estrechamente se ajustaban al esquema monomítico los populares libros de Harry Potter de J. K. Rowling.

#### En televisión
Dan Harmon, el creador del programa de televisión Community, ha declarado que ha utilizado el monomito como inspiración para su trabajo.
La sexta y última temporada de Lost reconoce las teorías de Campbell sobre el héroe. Durante una de las características adicionales, los creadores de la serie discuten el viaje de los personajes principales y cómo cada uno es un héroe a su manera. Antes de cada pequeño segmento de esta característica en particular, citan a Campbell y luego exponen esa cita en particular al discutir los diversos personajes.

## Edición en castellano

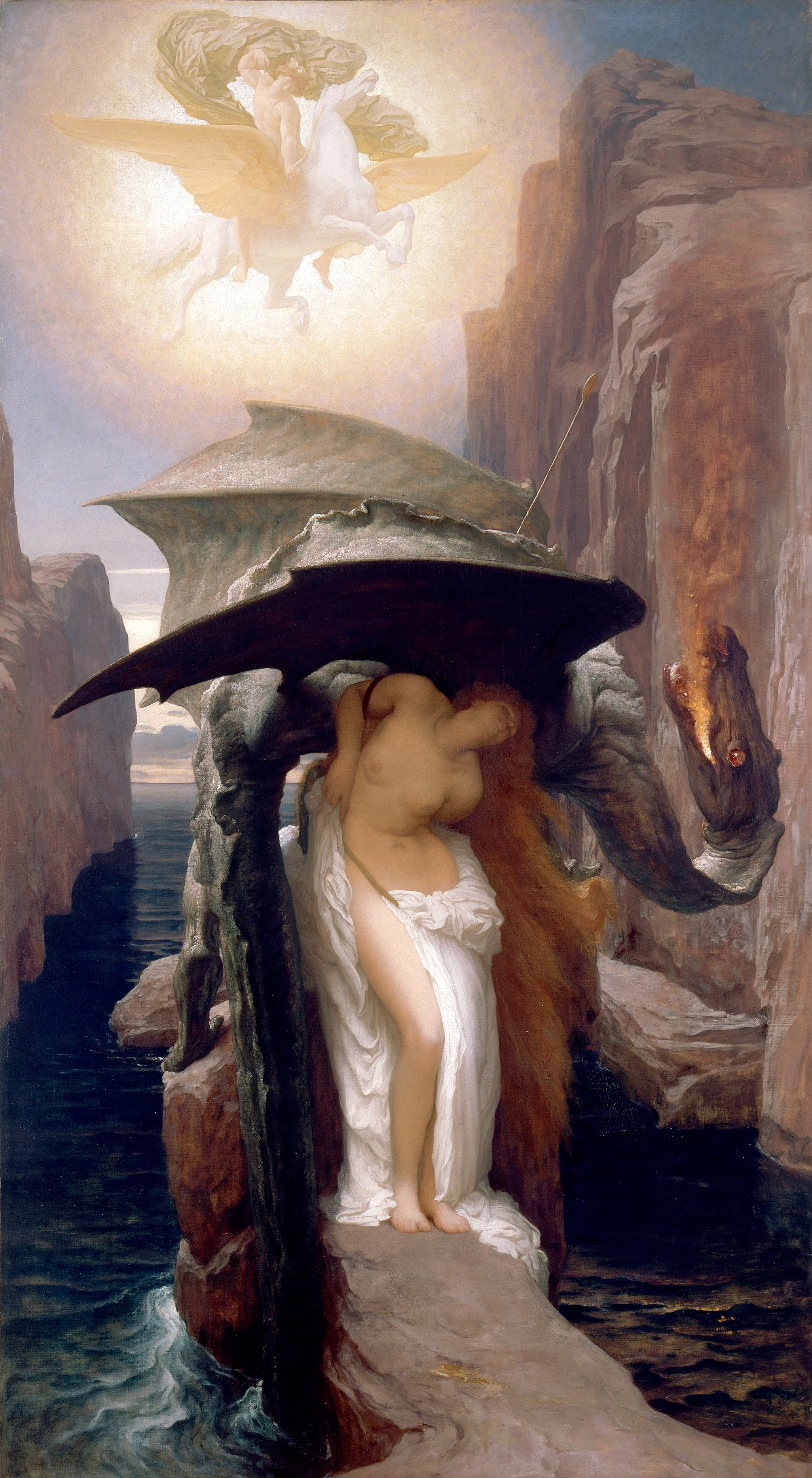
Perseo y Andrómeda, Frederic Leighton, 1891.

- Campbell, Joseph (2020). El héroe de las mil caras (Octava edición). Nueva traducción revisada y mejorada a cargo de Carlos Jiménez Arribas,[32][33][34] con un extenso aporte iconográfico incluyendo imágenes inéditas proporcionadas por la Joseph Campbell Foundation, así como una completa bibliografía actualizada por Richard Buchen, bibliotecario de la colección Joseph Campbell del Pacifica Graduate Institute de Santa Bárbara, California; cartoné, 84 ilustraciones, 576 páginas, colección Memoria mundi. Vilaür: Ediciones Atalanta. ISBN 978-84-122130-0-3.[35][36][37][38][39][40][41][42][43][44][45][46]
- – (2014). El héroe de las mil caras. Psicoanálisis del mito. Tercera edición ampliada, rústica, traducción Luisa Josefina Hernández. Madrid: Fondo de Cultura Económica. ISBN 9786071620132.